# Hololeptoblatta minor
Hololeptoblatta minor (лат.) — вид тараканов из семейства Ectobiidae (по другим данным — Blattellidae), эндемик небольшого острова Маэ в Сейшельском архипелаге, где известен из всего двух местонахождений в центральной части острова. Обитает в лесах.
МСОП присвоил таксону охранный статус «Вымирающие виды» (EN). Угрозой для него считаются завезенные из других мест виды и заболевания.